# Papiervisje
Het papiervisje (Ctenolepisma longicaudata), ook wel boekenvisje is een klein vleugelloos insect, behorend tot de familie Lepismatidae of franjestaarten in de orde van de Zygentoma. Indeling en naamgeving van de overkoepelende groepen hebben de laatste decennia nogal wat wijzigingen ondergaan en in de literatuur vindt men de Lepismatidae dan ook nog wel terug in de oude orde Thysanura. 
De schubben die het lichaam bedekken hebben een zilverachtige glans. Papiervisjes zijn in staat om vliegensvlug weg te glippen, worden ongeveer anderhalve centimeter lang en worden aangetroffen in boeken en papieren. Ze voeden zich met organisch materiaal, zoals vezels in papier, vezels uit cellulose en textiel van plantaardige vezels, zoals  linnen, hennep en katoen. Ook zwakkere soortgenoten en vervelde huidjes worden gegeten.
Papiervisjes lijken op het verwante zilvervisje (Lepisma saccharina) en ovenvisje (Thermobia domestica), maar zijn veel schadelijker, omdat ze boeken en documenten aanvreten en beter bestand zijn tegen drogere omgevingen dan de zilvervisjes. Ze worden vaak met elkaar verward.

## Uiterlijk
Het papiervisje heeft een lang en plat lichaam en kan tot 15 mm lang worden. Het wordt naar achteren toe smaller, zoals een wortel, zonder tekening. De kleur is glanzend grijs tot donkergrijs (zilver), hetgeen veroorzaakt wordt door kleine schubben. Worden deze beschadigd (afgewreven) dan krijgt het dier een vlekkerig uiterlijk. De eieren zijn ovaal en zijn ongeveer 0,8 millimeter lang.
De insecten zijn kwetsbaar, hebben twee lange sprieten aan de voorkant van hun lichaam en hebben drie sprieten aan de achterkant van hun lichaam. Deze staartdraden zijn half tot twee derde maal zo groot als de rest van het lichaam. In tegenstelling tot het zilvervisje, heeft het papiervisje, net zoals het ovenvisje meer dan lichaamslange antennes. De antennes en staartdraden kunnen echter gemakkelijk afbreken. Voor zekerheid van de determinatie kan op een macrofoto de beharing van de laatste segmenten bekeken worden.

## Habitat en voedsel
De insecten leven in het donker tussen papier en in boeken en bijvoorbeeld ook postzegelalbums. Ze verstoppen zich graag in stapeltjes papier, schrijfblokken en golfkarton, zoals verpakkingen en verhuisdozen. Als de plek waar ze zich verbergen belicht wordt schieten ze razendsnel weg, op zoek naar een nieuwe plek om zich te verstoppen, bijvoorbeeld in de rug van een boek of in een vouw tussen de bladzijden. De insecten komen vaak het huis binnen door mee te liften met oude boeken en kranten, oud papier en oude kleding.
Papiervisjes kunnen veel schade aanrichten aan boeken en papieren. Behalve papier, eten ze ook bepaalde soorten lijm. Ze kunnen zo bijvoorbeeld ook behang aantasten. Papiervisjes kunnen het wel 100 tot 300 dagen zonder voedsel uithouden.

## Voortplanting
Pas recentelijk is het voortplantingsmechanisme van de soort ontdekt. Het mannetje laat een spermatofoor, een spermacapsule, achter. De locatie van deze capsule wordt door middel van biochemische signalen door een vrouwtje bepaald, waarna zij de capsule opneemt.
Vrouwelijke papiervisjes leggen ongeveer honderd eitjes in hun leven. Eitjes (rond, wit en ongeveer 1 mm groot) worden in groepen tot maximaal drie eitjes tegelijk gelegd. Deze eitjes komen uit in zes weken. Kleine papiervisjes zien er hetzelfde uit als volwassen, alleen zijn ze nog wit van kleur. In vier tot zes weken krijgen ze de volwassen kleur. Papiervisjes zijn geslachtsrijp in drie tot vierentwintig maanden.  Volwassen papiervisjes kunnen twee tot acht jaar oud worden. Ze blijven hun hele leven vervellen, wat uitzonderlijk is bij insecten.

## Preventie en bestrijding
Hygiëne is erg belangrijk, maar niet volledig effectief in het reduceren van de populatie, omdat de insecten vaak in isolatie- en verpakkingsmateriaal, boeken en kartonnen dozen verblijven. Geef extra aandacht aan stapels kranten en tijdschriften. Deze opbergen in hermetisch afgesloten (plastic) dozen voorkomt dat de papiervisjes erbij kunnen.
Papiervisjes kunnen zich niet vasthechten aan gladde oppervlakken. Een methode die in 1863 al gebruikt werd om ovenvisjes te vangen, maar wel enig geduld vergt, is met behulp van een glazen pot die door zijn gladheid voorkomt dat de ovenvisjes kunnen ontsnappen. De buitenkant wordt ruw en beklimbaar gemaakt door bijvoorbeeld het beplakken van de pot met papier. De potjes kunnen ook tegen een stroever oppervlak worden gezet, zoals de wand. Het gebruik van een lokmiddel in de pot heeft geen zin, aangezien het papiervisje slechts een zeer beperkt reukvermogen heeft.
De natuurlijke vijand is de 'lijmspuiter' Scytodes thoracica. Deze algemeen voorkomende huisspin, weet ongemerkt Lepismatidae te besluipen en is ze als enige spin de baas.

## Afbeeldingen

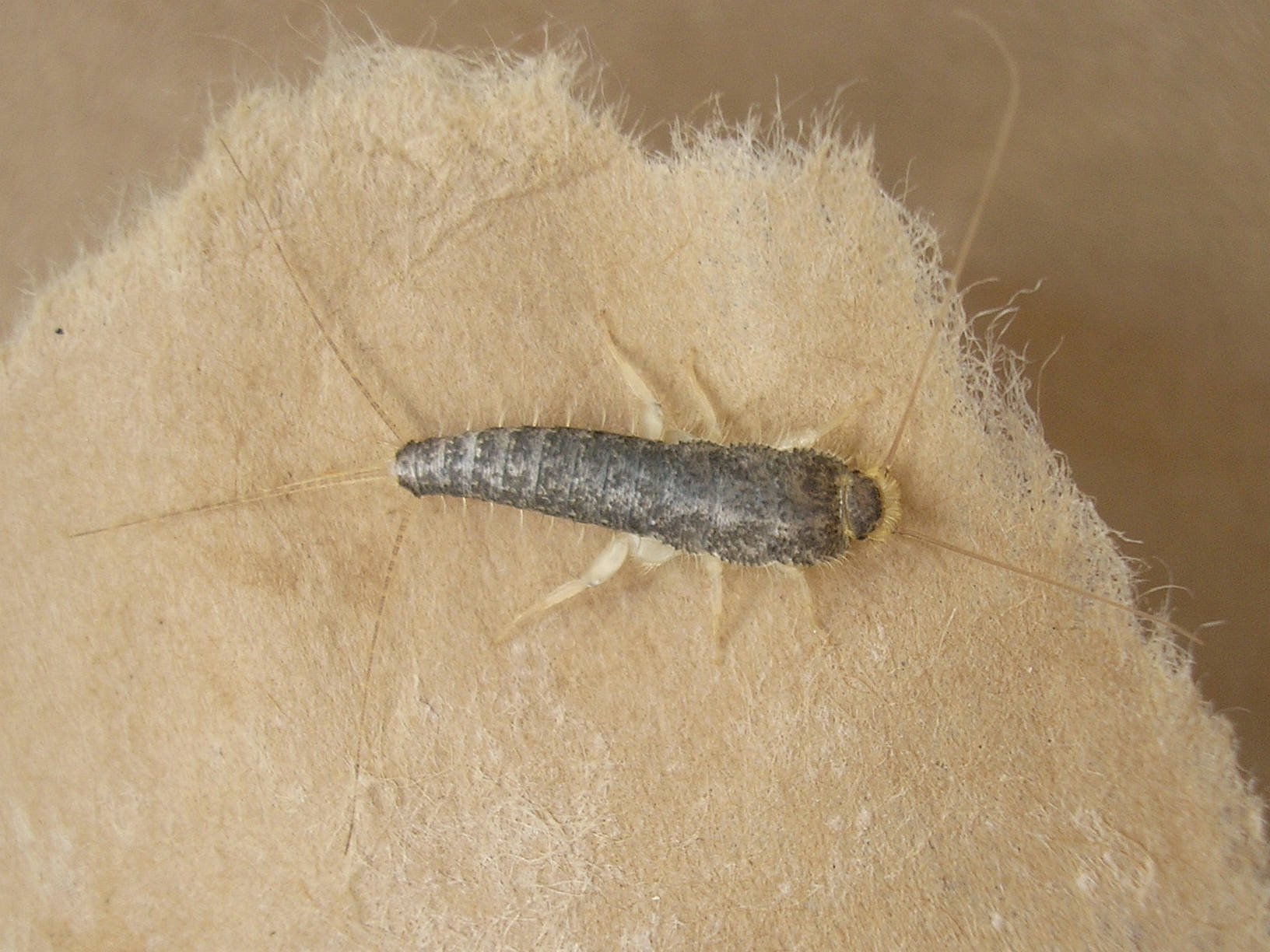
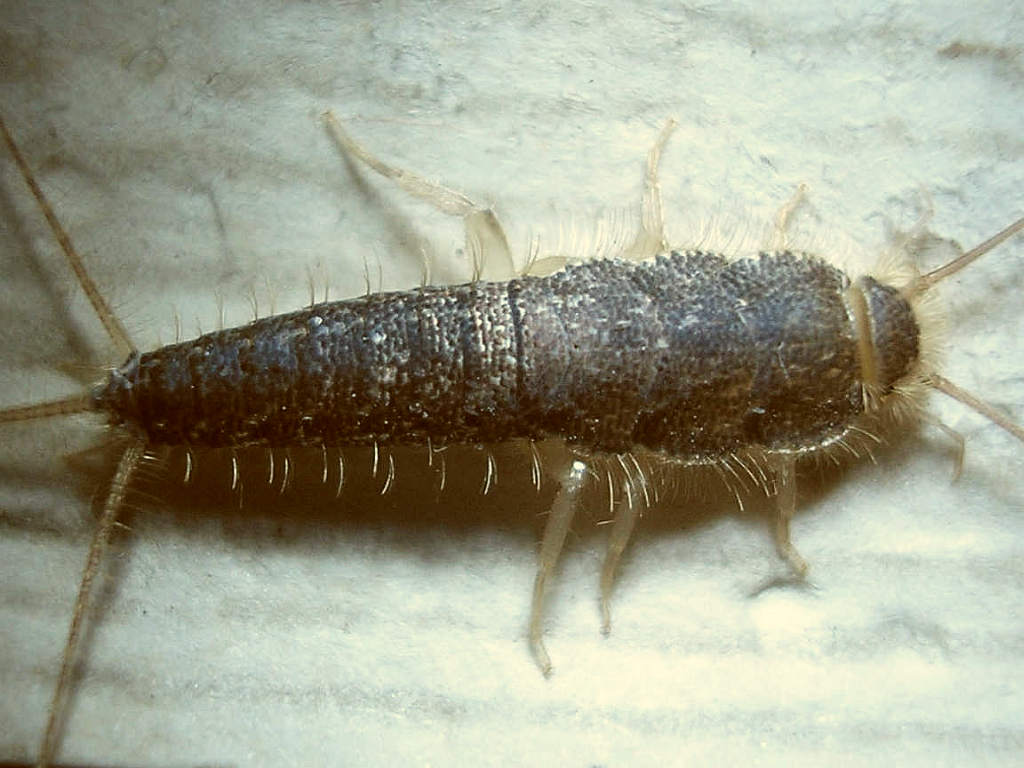
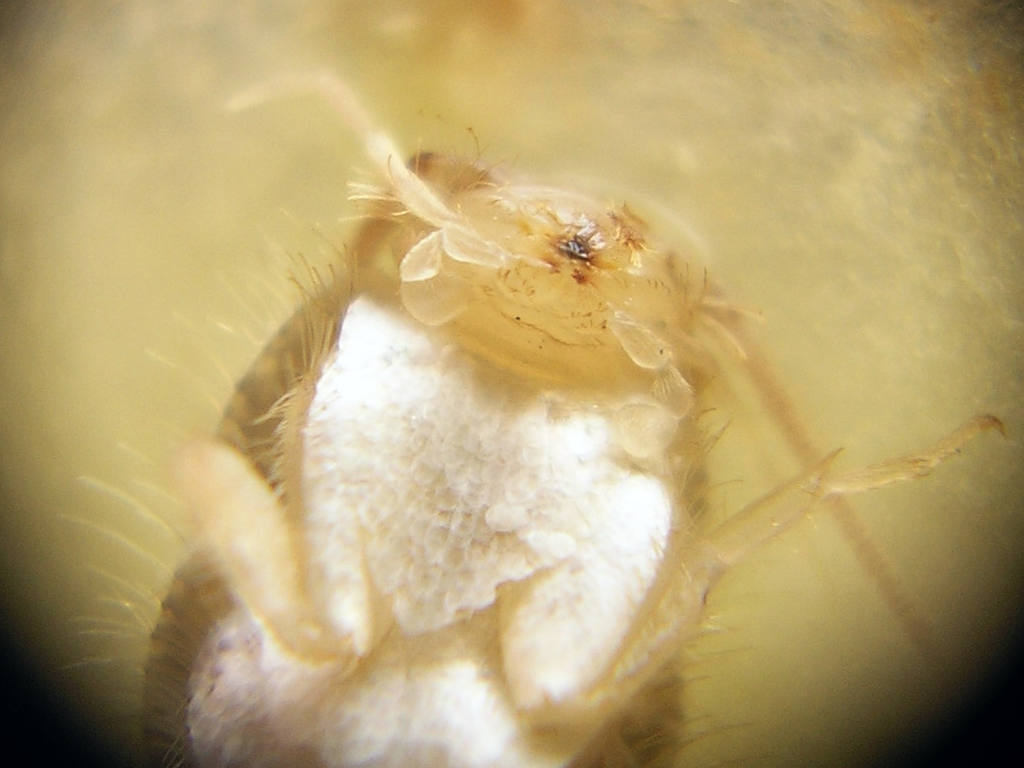
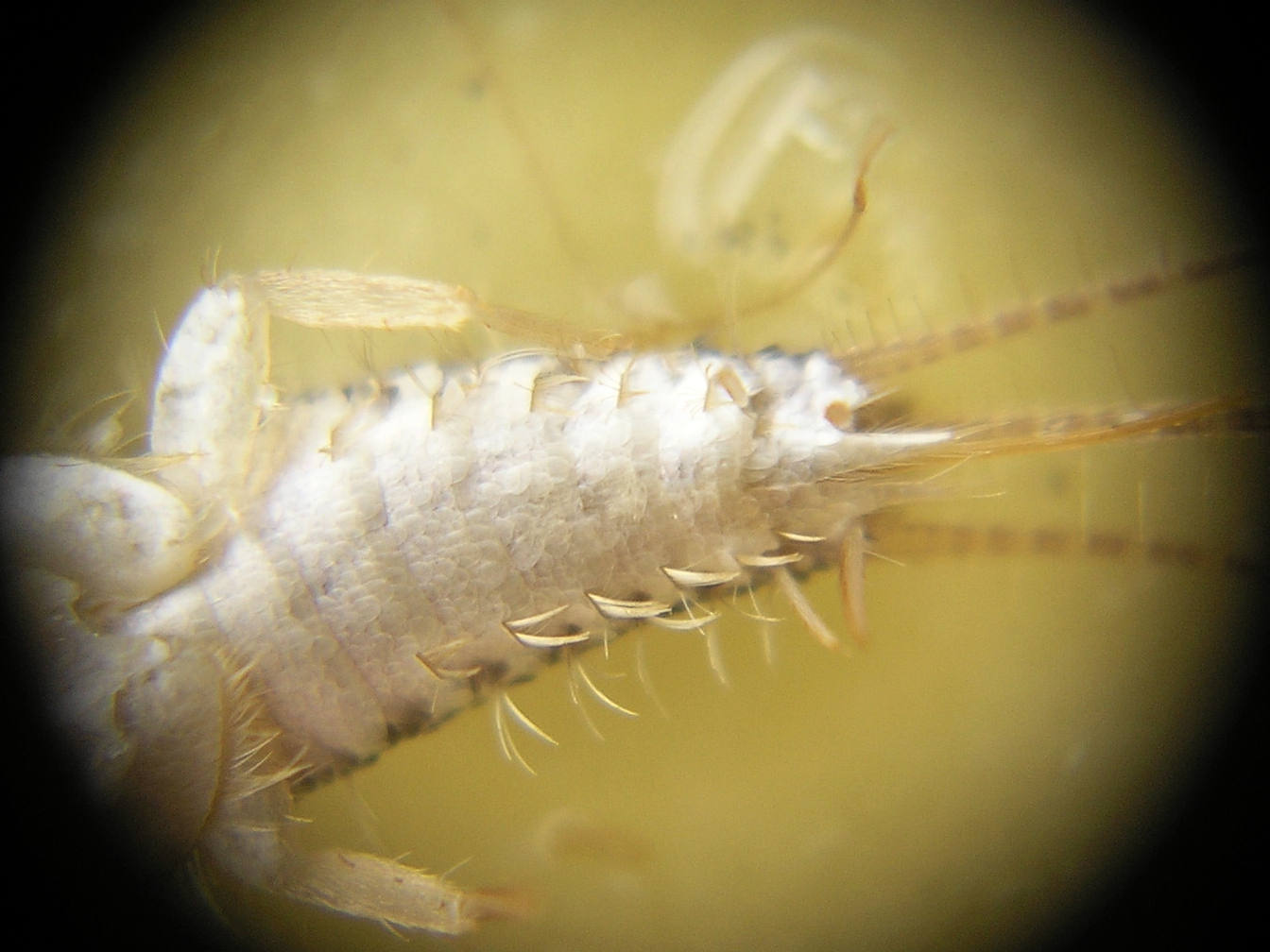
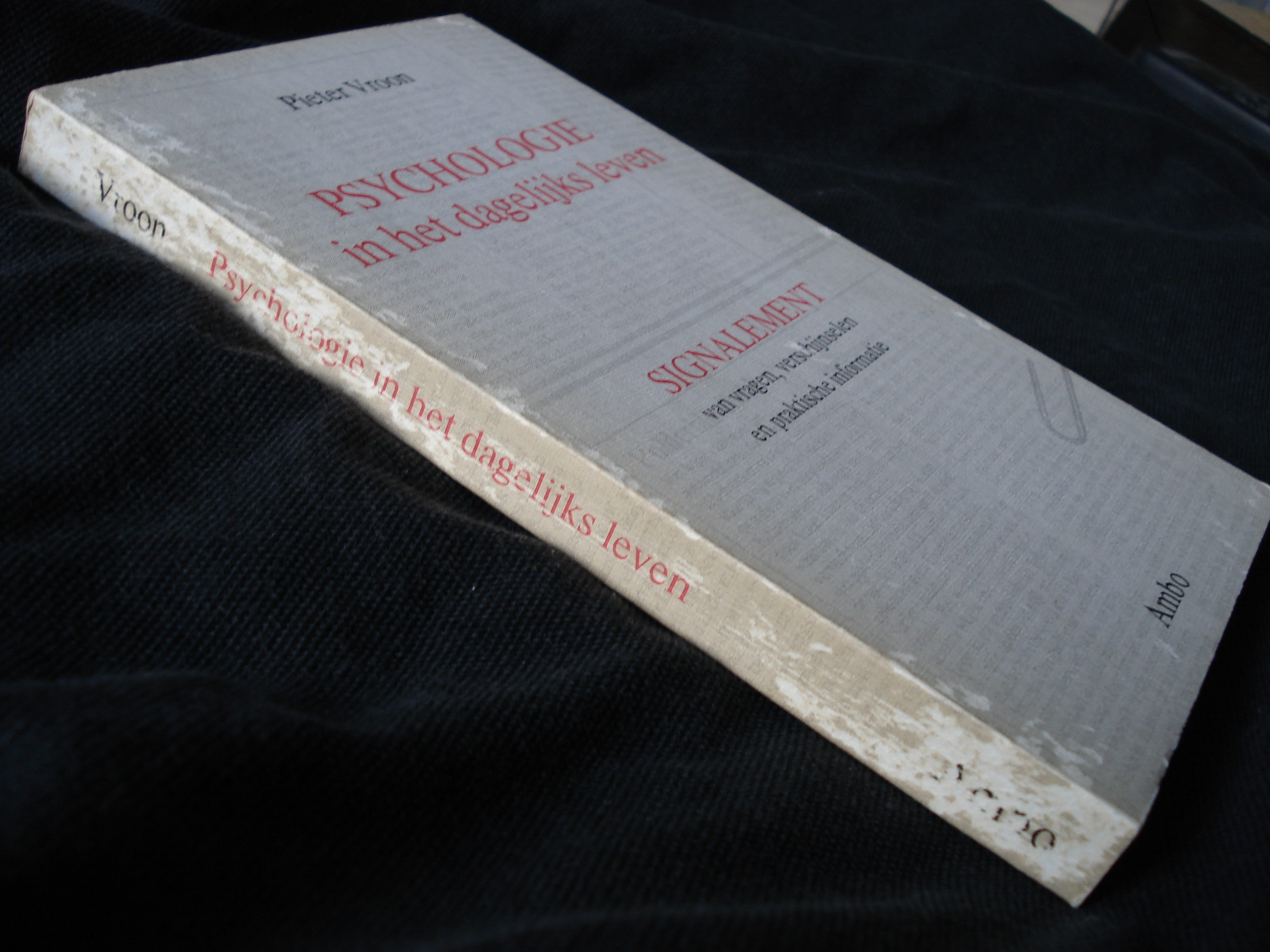
Boek aangevreten door papiervisjes